# Vincenzo Ansaloni
 (juillet 2025).
Vincenzo Ansaloni né à Bologne, est un peintre italien à thème religieux actif  

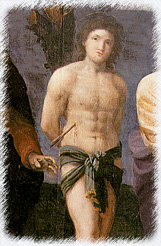
Martyre de saint Sébastien

vers 1615.

## Biographie
Vincenzo Ansaloni né à Bologne a été un disciple de Lodovico Carracci. Selon Pietro Zani, il a été actif vers l'an 1615 et est mort jeune.

## Œuvres
- Martyre de saint Sébastien, retable, autel de la chapelle de la famille Fioravanti, église santo Stefano, Bologne[1]
- La Vierge avec l'Enfant Jésus dans les nuages, et en dessous, Saint Roch et saint Sébastien, église des moines célestins, Bologne
- Madonna con Bambino ed i SS. Giovanni Evangelista, Giacomo, Sebastiano, huile sur toile, collection, Arcivescovado, Bologne
- La Madonna e S. Elisabetta: la Visitazione con S.Giuseppe e S.Antonio da Padova con Gesù Bambino, huile sur toile, église San Giacomo Maggiore, Bologne.
- Visitazione con san Zaccaria e san Giuseppe, église San Giacomo Maggiore, Bologne.

## Sources
- (en) Cet article est partiellement ou en totalité issu de l’article de Wikipédia en anglais intitulé « Vincenzo Ansaloni » (voir la liste des auteurs).